# Wilde Adler
Die Wilde Adler, im Oberlauf auch Erlitz genannt, (tschechisch Divoká Orlice, polnisch Dzika Orlica) ist ein Fluss in Polen und Tschechien.
Sie entspringt in den Hochmooren Topielsko und Czarne Bagno am Westhang des Biesiec (Toter Mann) im Habelschwerdter Gebirge (Góry Bystrzyckie) in Polen. Die Quelle befindet sich in einer Höhe über dem Meeresspiegel von 800 Metern. Ab dem Zusammenfluss mit dem Černý potok (Schwarzbach) bildet sie auf einer Länge von 26 Kilometern die polnisch-tschechische Staatsgrenze und trennt das Adlergebirge (Orlické hory) vom Habelschwerdter Gebirge (Góry Bystrzyckie). Das Grenzgebiet endet beim Schutzgebiet Zemská brána. Unterhalb von Klášterec nad Orlicí und Lhotka befindet sich das Wasserreservoir Pastviny mit einem Ausgleichsbecken beim Ort Nekoř. Der Fluss fließt weiter vorbei an Líšnice, Žamberk (Senftenberg), Helvíkovice (Helkowitz) und Kostelec nad Orlicí (Adlerkosteletz). Der Abschnitt zwischen Litice nad Orlicí und Potštejn bildet ein Tal mit zahlreichen Litický oblouk genannten Stromschnellen. Unterhalb von Doudleby und Kostelec nad Orlicí beruhigt sich der Fluss. An der engsten Stelle hat er einen durchschnittlichen Abfluss von 11,5 m³/s. Größere Zuflüsse sind von rechts Rokytenka, Zdobnice, Bělá, Olešnický potok und Bahnice, linksseits Brodec.
Bei Albrechtice nad Orlicí (Albrechtsdorf) vereinigt sich die Wilde Adler mit der Stillen Adler zur Adler. Ihre Gesamtlänge beträgt 99,3 Kilometer.